# Велч (Тексас)
Велч (енгл. Welch) насељено је место без административног статуса у америчкој савезној држави Тексас.

## Демографија
По попису из 2010. године број становника је 222.
| Група             | 2000.    | 2010.       |
| Белци             | 0 (0,0%) | 106 (47,7%) |
| Афроамериканци    | 0 (0,0%) | 6 (2,7%)    |
| Азијати           | 0 (0,0%) | 0 (0,0%)    |
| Хиспаноамериканци | 0 (0,0%) | 115 (51,8%) |
| Укупно            | 0        | 222         |